# 可可属
可可属（学名：Theobroma）是锦葵目锦葵科下的一个属，为乔木植物。该属共有约30种，分布于热带美洲。